# Ourinhos
Ourinhos é um município brasileiro no interior do estado de São Paulo. Localiza-se a oeste da capital do estado, distando desta cerca de 370 km. Com uma área de 296 km², sua população de acordo com o Censo demográfico do Brasil de 2022 pelo Instituto Brasileiro de Geografia e Estatística (IBGE) era de 103 970, sendo então o 76º mais populoso de São Paulo. Está a 994 km de Brasília, capital federal.
O município foi emancipado de Salto Grande na década de 1910 e seu nome é uma referência ao antigo município de Ourinho, hoje Jacarezinho, no estado do Paraná. Atualmente é formada pela cidade de Ourinhos, sendo a sede seu único distrito, subdividida ainda em cerca de 120 bairros. Também é uma das principais cidades da região e possui como principal atividade econômica o comércio. No setor da agricultura, destaca-se o cultivo da cana-de-açúcar, da soja e do milho.
O município conta ainda com uma importante tradição cultural, que vai desde o seu artesanato até o teatro, a música e o esporte. A cidade se destaca também em seus eventos organizados muitas vezes pela prefeitura de Ourinhos juntamente ou não com empresas locais. Um dos principais é a Feira Agropecuária e Industrial de Ourinhos, que é realizada anualmente no mês de junho e é considerada como um dos maiores eventos do ramo no país.

## História

### Antes da emancipação
Até o final do século XIX, a região do atual município de Ourinhos não passava de mata virgem, habitada pelos índios caingangues. Nessa época, as monoculturas de café e algodão atingiram os sertões junto ao Rio Paranapanema, acompanhadas do início da imigração italiana, que, rapidamente, povoou a região. Isso levou Jacinto Ferreira e Sá, vindo de Santa Cruz do Rio Pardo, a adquirir, de Escolástica Melchert da Fonseca, uma gigantesca propriedade de terras, tendo loteado a parte central e doado terras para construção de um grupo escolar, sede de administração e um templo metodista.
Em 1906, deu-se o início do povoado com reduzido número de casas. No ano de 1908, foi criado o Posto da Estrada de Ferro, que foi, quatro anos mais tarde, transformado em uma estação ferroviária pertencente à Estrada de Ferro Sorocabana - a parada servia de baldeação aos passageiros que possuíam como destino o patrimônio vizinho de Ourinhos (atual Jacarezinho,
Paraná. Dessa época em diante, a futura cidade teve um desenvolvimento condicionado à exuberância de suas terras e pela sua condição geográfica considerada excelente, já que era uma localidade estratégica do ponto de vista econômico por sua ligação com o norte do Paraná e por estar localizada entre Assis e Avaré, cidades importantes do Vale do Paranapanema. O pequeno povoado torna-se Distrito da Paz subordinado a Salto Grande de Paranapanema, em 1915. Três anos depois foi elevado à categoria de município, em 13 de dezembro de 1918, cuja instalação se deu a 20 de março de 1919.

### Formação administrativa e etimologia
Foi elevado a distrito com a denominação de Ourinhos, por Lei Estadual nº 1484, de 13 de dezembro de 1915, pertencendo ao município de Salto Grande. Foi elevado à categoria de município com a denominação de Ourinhos, por Lei 1618, de 13 de dezembro de 1918, desmembrado de Salto Grande. Constituído do Distrito Sede. Sua instalação ocorreu-se no dia 20 de março de 1919. Pelo Decreto-lei Estadual nº 9073, de 31 de março de 1938, o Município de Ourinhos pertencia ao termo judiciário de Salto Grande, da comarca de Salto Grande. No quadro fixado, pelo Decreto Estadual nº 9775, de 30 de novembro daquele ano, passou a constituir o único termo judiciário da comarca de Ourinhos.
A denominação "Ourinhos" sempre prevaleceu mesmo antes de sua emancipação política. Um mapa de 1908 mostra uma cidade com o nome Ourinho (no singular), no Paraná, no lugar da atual Jacarezinho. Na realidade, a Ourinho paranaense foi também Nova Alcântara por escolha do seu fundador, o mineiro Antônio Alcântara da Fonseca, que se fixou naquelas terras em 1888. A lei estadual 352, de 2 de abril de 1900, estabeleceu que Nova Alcântara (ou Ourinho) e o distrito policial de Jacarezinho fossem levados a termo (criação do judiciário) de Jacarezinho, nomeado juiz e adjunto de promotor. A Lei 525, de 9 de março de 1904, criou a comarca de Jacarezinho. Deixava de existir a Ourinho paranaense, ainda que os mapas seguissem por algum tempo a antiga denominação. Os trilhos da Sorocabana oficializaram por sua vez a Ourinhos paulista, que herdou o nome por tradição oral, ou seja, Ourinhos (atual) já era conhecida pelo nome por questões regionais, pois Ourinho, como dito, era muitas vezes referenciada como Nova Alcântara, ocasionando confusão entre os habitantes da época, que muitas vezes se referiam à Ourinhos mesmo antes de se chamar Ourinhos oficialmente, e assim, como várias cidades do Brasil, Ourinhos já era uma cidade mesmo antes de sua emancipação política oficial.

### Depois da emancipação

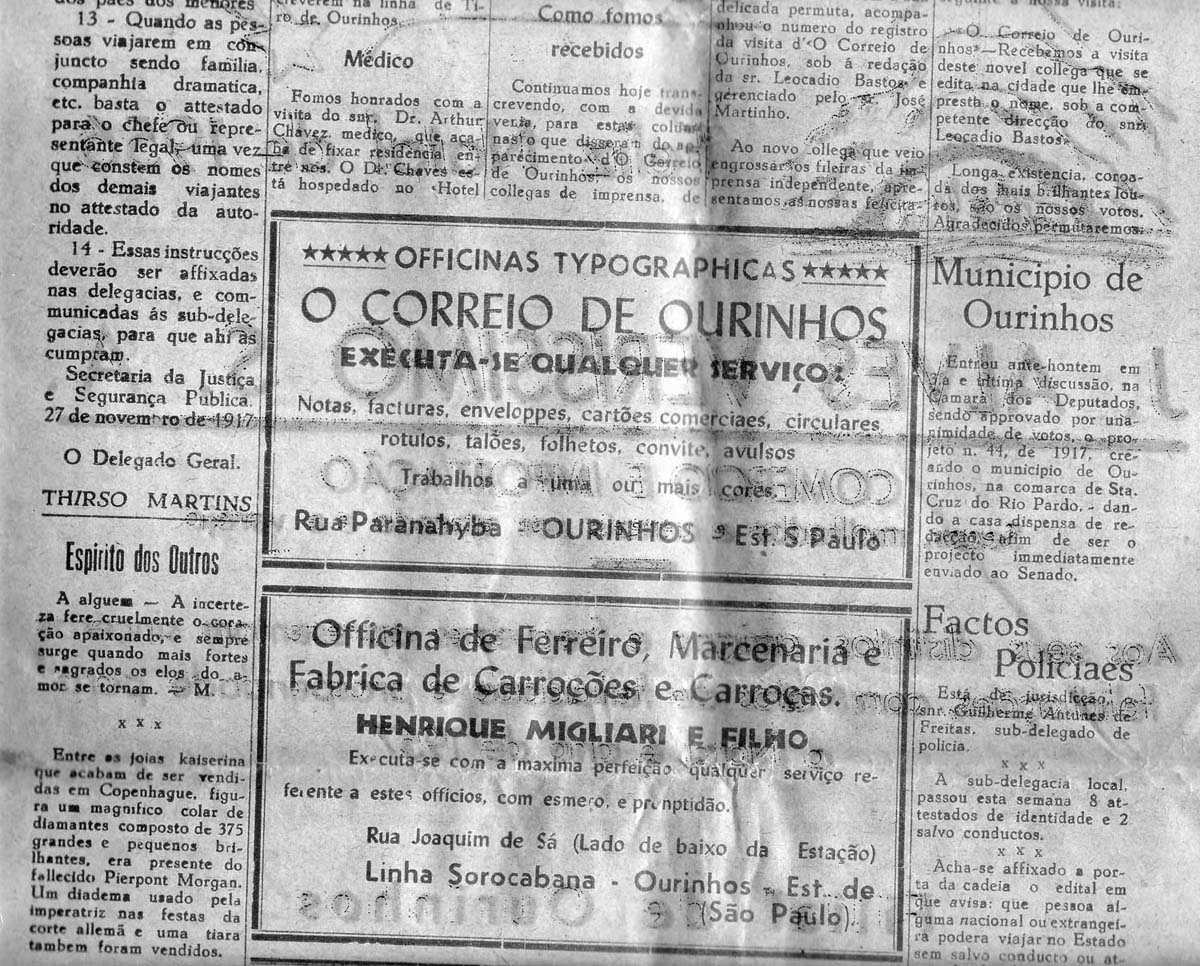
Imagem de uma das primeiras publicações do Correio de Ourinhos.

Com a retomada da Estrada de Ferro e do desmatamento, as terras férteis propiciaram o cultivo do café para exportação, dando na época bastante lucro aos proprietários. Ao mesmo tempo, chegavam os comerciantes e profissionais de diversas localidades que ajudaram no crescimento e desenvolvimento do município. Também na mesma época, foram atraídos para Ourinhos os colonos japoneses, italianos e outros, cujo objetivo principal era o cultivo das terras ao longo da estrada de ferro. Uma outra construção de estrada de ferro, a Estrada de Ferro São Paulo-Paraná, em 1922, que ligaria os Estados de São Paulo e Paraná tornou Ourinhos um importante entroncamento e polo econômico.
O desenvolvimento urbano da cidade exigiu uma melhora na infraestrutura urbana de Ourinhos. Na década de 1910 foi publicado o primeiro jornal. A Superintendência de Água e Esgoto de Ourinhos (SAE) foi criada pela Lei nº 808 de 13 de abril de 1967, na gestão do prefeito Domingos Camerlingo Caló.
Também o crescimento de Ourinhos e cidades próximas, foi criada a Microrregião de Ourinhos, reunindo além do município, outros 18 municípios. São alguns deles: Santa Cruz do Rio Pardo, Piraju, Fartura, Ipaussu, Chavantes, Taguaí, Bernardino de Campos, Manduri, Salto Grande, São Pedro do Turvo, Tejupá e Ribeirão do Sul. Em 2006 sua população foi estimada pelo Instituto Brasileiro de Geografia e Estatística em cerca de 294 902 habitantes em uma área total de 5.568,472 km². Seu IDH médio era de 0,792 e o PIB per capita médio de R$ 9.501,74 em 2003. Localiza-se na mesorregião de Assis.

## Demografia
No censo demográfico de 2022 feito pelo Instituto Brasileiro de Geografia e Estatística (IBGE), a população do município era de 103 970 habitantes, apresentando uma densidade populacional de 351,47 hab./km². 
No Censo demográfico do Brasil de 2010, a população do município foi contada pelo Instituto Brasileiro de Geografia e Estatística (IBGE) em 103 026 habitantes. Segundo o censo daquele ano, 49 972 habitantes eram homens e 53 054 habitantes mulheres. Ainda segundo o mesmo censo, 100 368 habitantes viviam na zona urbana e 2 658 na zona rural. Já segundo estatísticas divulgadas em 2013, a população municipal era de 108 674 habitantes, sendo o 73º mais populoso do estado. Da população total em 2010, 21 941 habitantes (21,29%) tinham menos de 15 anos de idade, 71 779 habitantes (69,66%) tinham de 15 a 64 anos e 9 315 pessoas (9,04%) possuíam mais de 65 anos, sendo que a esperança de vida ao nascer era de 76,5 anos e a taxa de fecundidade total por mulher era de 1,7.
O Índice de Desenvolvimento Humano Municipal (IDH-M) de Ourinhos é considerado elevado pelo Programa das Nações Unidas para o Desenvolvimento (PNUD), sendo que seu valor é de 0,778 (o 145º maior do Brasil). A cidade possui a maioria dos indicadores próximos à média nacional segundo o PNUD. Considerando-se apenas o índice de educação o valor é de 0,727, o valor do índice de longevidade é de 0,859 e o de renda é de 0,753.

### Pobreza e desigualdade
Segundo o IBGE, em 2003, o coeficiente de Gini, que mede a desigualdade social era de 0,46, sendo que 1,00 era o pior número e 0,00 era o melhor. A incidência da pobreza, medida pelo IBGE, era de 14,92%, o limite inferior da incidência de pobreza era de 14,56%, o superior era de 14,92% e a incidência da pobreza subjetiva era de 18,12%.
De acordo com dados do IBGE divulgados pelo Ministério do Desenvolvimento Social, Ourinhos possui 1 256 famílias abaixo da linha da pobreza, ou 3 768 pessoas (3,65% da população). Em março de 2013, o município tinha 2 426 famílias no Programa Bolsa Família. Isso representa 65,89% do total estimado de famílias do município com perfil de renda do programa (cobertura de 65,89%). Dos beneficiários do Bolsa Família, 6 986 pessoas viviam em famílias com renda per capita abaixo de R$ 70,00 e estariam em situação de miséria não fossem os benefícios recebidos do programa.

### Religião

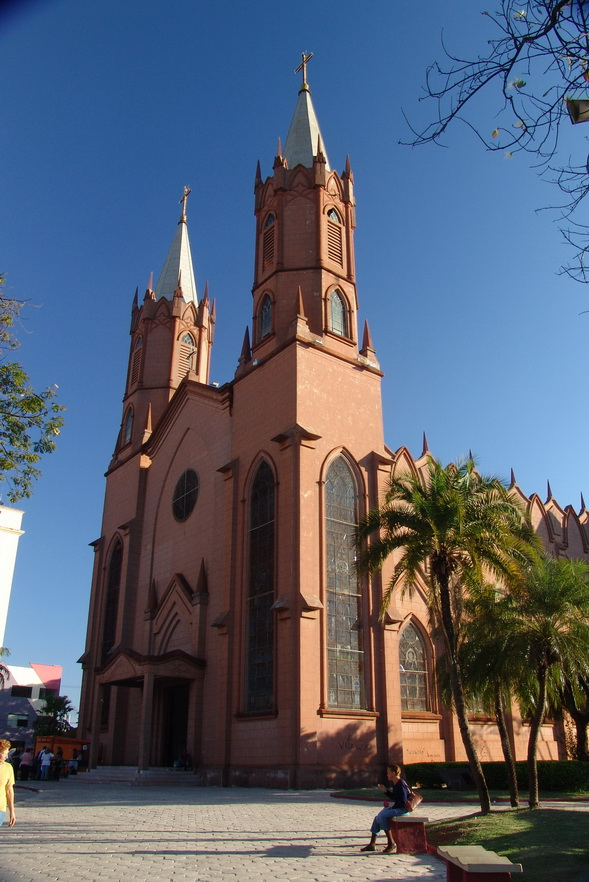
Catedral do Senhor Bom Jesus, sede da Diocese de Ourinhos.

Tal como a variedade cultural em Ourinhos, são diversas as manifestações religiosas presentes na cidade. Embora tenha se desenvolvido sobre uma matriz social eminentemente católica é possível encontrar atualmente na cidade dezenas de denominações protestantes diferentes. Além disso o crescimento dos evangélicos também vem sido notado chegando a quase de 26,00% da população.
De acordo com dados do censo de 2010, realizado pelo Instituto Brasileiro de Geografia e Estatística, a população de Ourinhos é composta por: Católicos (67,57%), evangélicos (25,56%), pessoas sem religião (3,76%), espíritas (1,02%) e 2,16% estão divididas entre outras religiões.
O Cristianismo se faz presente na cidade da seguinte forma:

#### Igreja Católica
A cidade de Ourinhos está localizada no país mais católico do mundo em números absolutos. A Igreja Católica teve seu estatuto jurídico reconhecido pelo governo federal em outubro de 2009, ainda que o Brasil seja atualmente um estado oficialmente laico. A cidade é sede da Diocese de Ourinhos.

#### Igrejas Evangélicas
A cidade possui os mais diversos credos protestantes ou reformados, como por exemplo:
- Assembleia de Deus Ministério do Belém.[34][35]
- Congregação Cristã no Brasil.[36]
- Igreja do Evangelho Quadrangular.

## Geografia
De acordo com a divisão regional vigente desde 2017, instituída pelo IBGE, Ourinhos pertence à região geográfica imediata homônima e à região intermediária de Marília. Até então, com a vigência das divisões em microrregiões e mesorregiões, fazia parte da microrregião de Ourinhos, que por sua vez estava incluída na mesorregião de Assis. Limita-se com os municípios de São Pedro do Turvo a norte; Jacarezinho, no estado do Paraná, a sul; Santa Cruz do Rio Pardo e Canitar a leste e Salto Grande, a oeste. E é cortada no sentido leste-oeste pelo paralelo 49° 52' 15" e em sentido norte-sul pelo meridiano de 22° 58' 44". A área do município é de 296,203 quilômetros quadrados (km²), representando 0,12% do território paulista, 0,03% da área da região Sudeste do Brasil e 0,004% de todo o território brasileiro. A área do perímetro urbano é de 42,346 km² (2015).
O município de Ourinhos está localizado dentro da bacia hidrográfica do rio Paraná, a uma altitude média de 492 metros, tendo em seu território várias sub-bacias de pequenos e médios córregos com papéis importantes em sua configuração. Seus principais rios são o Paranapanema, Pardo e Turvo, sendo que todos os três cortam Ourinhos praticamente dentro do perímetro urbano da cidade. Conta com topografia levemente acidentada, sendo predominantemente regular.

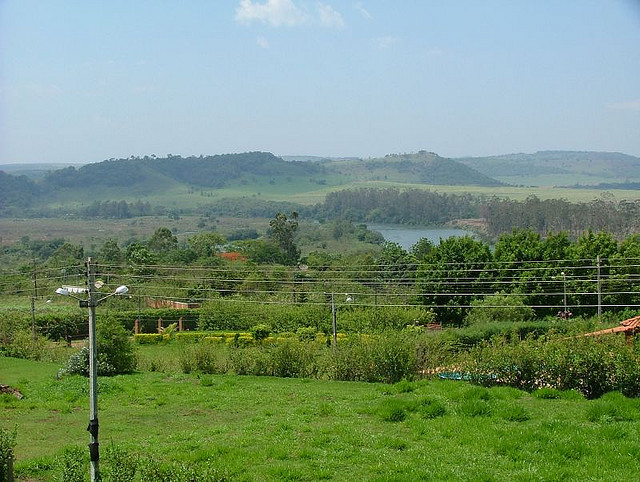
Áreas florestadas em meio ao pasto na zona rural

A vegetação nativa do município pertence ao domínio florestal Atlântico (Mata Atlântica), onde destacam-se diversas espécies da fauna e flora. Uma das principais reservas ambientais da cidade é o Parque Ecológico Bióloga Tânia Mara Netto Silva, onde está sendo preservado o último trecho de mata atlântica nativa do município, com cerca de 122 mil m² de animais silvestres e plantas nativas.
Também conta com um papel importante no turismo municipal, pois é um local onde são realizadas caminhadas pelas trilhas demarcadas, meditações e prática de diversos esportes. Também com o objetivo de preservar a fauna e flora local, além de minimizar os problemas da qualidade do ar em vários bairros da cidade, são realizados plantios de mudas de árvores em vários pontos do município, utilizando para tanto mudas de diversas espécies nativas, como aroeira, guamirim, ipê e pitanga.

### Clima

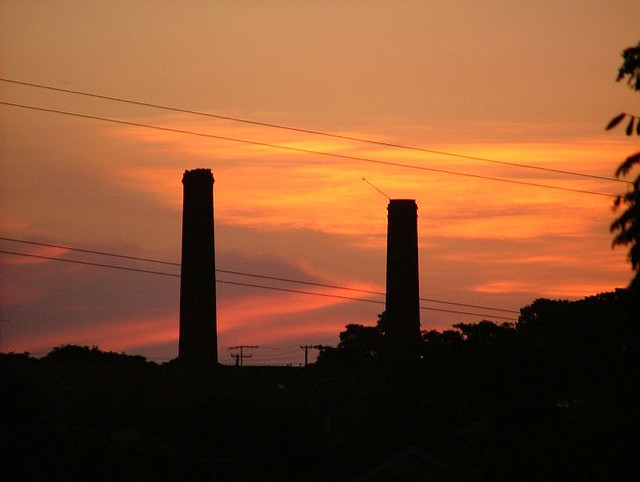
Pôr do sol em Ourinhos

De acordo com estudo da Universidade Estadual de Campinas (UNICAMP), Ourinhos possui clima tropical chuvoso com inverno seco (tipo Am na classificação climática de Köppen-Geiger), com temperatura média superior a 18 °C no mês mais frio e precipitação inferior a 60 milímetros (mm) no mês mais seco. Nos meses de verão são frequentes chuvas convectivas, que ajudam a atenuar grandes contrastes térmicos e higrométricos em relação aos dias sem a ocorrência de precipitação. O índice pluviométrico é aproximadamente 1 300 mm anuais, havendo uma considerável diminuição no inverno.
Segundo dados do Centro Integrado de Informações Agrometeorológicas (CIIAGRO-SP), desde maio de 2000 a menor temperatura registrada em Ourinhos foi de −2,5 °C em julho de 2000, nos dias 16 e 21. Mínimas abaixo de zero também ocorreram em 28 de junho de 2011 (−1,8 °C) e 17 de julho de 2000 (−1 °C. A maior temperatura alcançou 42,3 °C em 7 de outubro de 2020. O maior acumulado de chuva em 24 horas chegou a 171,5 mm em 20 de junho de 2012, seguido por 120 mm em 15 de dezembro de 2002 e 105,2 mm em 11 de janeiro de 2009.
| Dados climatológicos para Ourinhos | Dados climatológicos para Ourinhos | Dados climatológicos para Ourinhos | Dados climatológicos para Ourinhos | Dados climatológicos para Ourinhos | Dados climatológicos para Ourinhos | Dados climatológicos para Ourinhos | Dados climatológicos para Ourinhos | Dados climatológicos para Ourinhos | Dados climatológicos para Ourinhos | Dados climatológicos para Ourinhos | Dados climatológicos para Ourinhos | Dados climatológicos para Ourinhos | Dados climatológicos para Ourinhos |
| Mês | Jan                                | Fev                                | Mar                                | Abr                                | Mai                                | Jun                                | Jul                                | Ago                                | Set                                | Out                                | Nov                                | Dez                                | Ano                                |
| --- | ---------------------------------- | ---------------------------------- | ---------------------------------- | ---------------------------------- | ---------------------------------- | ---------------------------------- | ---------------------------------- | ---------------------------------- | ---------------------------------- | ---------------------------------- | ---------------------------------- | ---------------------------------- | ---------------------------------- |
| Temperatura máxima recorde (°C) | 39,5                               | 40                                 | 40                                 | 39,5                               | 36                                 | 36                                 | 35                                 | 37                                 | 40,5                               | 42,3                               | 41                                 | 40                                 | 42,3                               |
| Temperatura máxima média (°C) | 31,6                               | 32,1                               | 31,8                               | 30,5                               | 26,9                               | 26,2                               | 26,4                               | 28,5                               | 30,2                               | 31,1                               | 31,4                               | 31,9                               | 29,9                               |
| Temperatura mínima média (°C) | 20                                 | 19,8                               | 19,1                               | 17,1                               | 13,2                               | 11,7                               | 11                                 | 12,2                               | 14,8                               | 17,5                               | 18,3                               | 19,5                               | 16,2                               |
| Temperatura mínima recorde (°C) | 13                                 | 14                                 | 4,1                                | 7,2                                | 3                                  | −1,8                               | −2,5                               | 0,4                                | 1                                  | 8,9                                | 12                                 | 11                                 | −2,5                               |
| Precipitação (mm) | 239,1                              | 124,1                              | 126,3                              | 79,8                               | 90                                 | 66,2                               | 50,4                               | 44,2                               | 77,1                               | 120,4                              | 115,6                              | 166,9                              | 1 300,1                            |
| Fontes: Centro Integrado de Informações Agrometeorológicas (CIIAGRO-SP) (médias climatológicas: 2000-2020; recordes de temperatura: 01/05/2000-presente) |                                    |                                    |                                    |                                    |                                    |                                    |                                    |                                    |                                    |                                    |                                    |                                    |                                    |

### Subdivisões

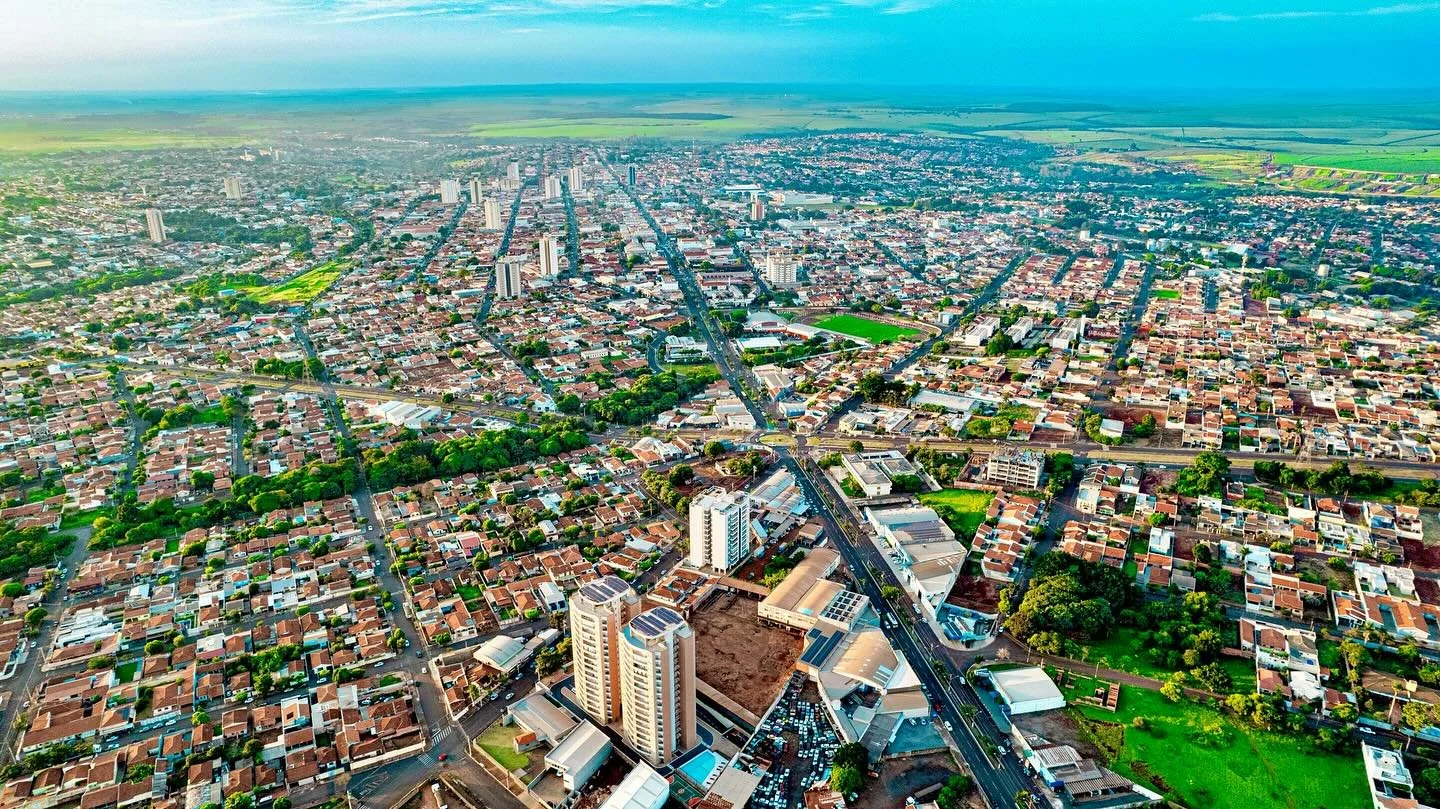
Vista aérea de Ourinhos

Ourinhos está oficialmente subdividida em apenas um distrito, sendo ele a Sede, instalada em 20 de março de 1919. Esta subdivisão figura desde a emancipação política da cidade. Pelo Decreto-lei Estadual nº 9073, de 31 de março de 1938, o Município de Ourinhos pertencia ao termo judiciário de Salto Grande, da comarca de Salto Grande. No quadro fixado, pelo Decreto Estadual nº 9775, de 30 de novembro do mesmo ano, passou a constituir o único termo judiciário da comarca de Ourinhos.
A cidade também está dividida em cerca de 120 bairros. Um dos principais da cidade é o Jardim América, que recentemente foi beneficiado pela construção da Praça Henrique Fittipaldi, que conta com cerca de 10 mil m² em um local que foi revitalizado e recebeu o plantio de mais de 100 árvores e 25 palmeiras além do plantio de grama e plantas ornamentais.

## Política e administração
A administração municipal se dá pelo poder executivo e pelo poder legislativo. Atualmente Lucas Pocay Alves da Silva, do Partido Social Democrático (PSD), é o atual prefeito municipal e representante do executivo, vencendo as eleições municipais em 2016 62,34% das intenções de voto.
O poder legislativo é constituído pela câmara, composta por quinze vereadores eleitos para mandatos de quatro anos (em observância ao disposto no artigo 29 da Constituição) e está composta da seguinte forma: duas cadeiras do Partido do Movimento Democrático Brasileiro (PMDB), duas cadeiras do Partido Trabalhista Brasileiro (PTB), duas cadeiras do Partido da Social Democracia Brasileira (PSDB), duas cadeiras do Partido dos Trabalhadores (PT), uma cadeira do Partido Social Democrata Cristão (PSDC), uma cadeira do Partido Republicano Brasileiro (PRB) e uma do Partido da República (PR). Cabe à casa elaborar e votar leis fundamentais à administração e ao Executivo, especialmente o orçamento participativo (Lei de Diretrizes Orçamentárias).
O município se rege ainda por lei orgânica e é sede da Comarca de Ourinhos. Possuía 76 057 eleitores em junho de 2012, o que representava 0,241% do total do estado de São Paulo.

### Relação de prefeitos
Galeria dos Prefeitos de Ourinhos:
- Eduardo Salgueiro - 1919 a 1921
- Benicio do Espírito Santo - 1921 a 1923
- Jacintho Ferreira de Sá - 1923 a 1925
- José Felipe do Amaral - 1925 a 1926
- José Esteves Mano Filho - 1926 a 1926
- José Galvão - 1926 a 1930
- Dr. Hermelino Agnes de Leão - 1930 a 1930
- Rodopiano Leonis Pereira - 1931
- Theodureto Ferreira Gomes - 1931 a 1931
- José Felipe do Amaral - 1931 a 1933
- Mario Grandi - 1933 a 1933
- Benedito Martins de Camargo - 1934 a 1937
- José Esteves Mano Filho - 1937 a 1938
- Horácio Soares - 1938 a 1941
- José Felipe do Amaral - 1941 a 1941
- Dr. Hermelino Agnes de Leão - 1941 a 1944
- Adail Faria da Cunha - 1944 a 1945
- Dr. Hermelino Agnes de Leão - 1945 a 1945
- Dr. Antonio Rocha Paes - 1945 a 1945
- Mario Campos Pacheco - 1945 a 1946
- Alberto Bráz - 1946 a 1947
- Olímpio Coelho Tupiná - 1947
- Adail Faria da Cunha - 1947 a 1948
- Candido Barbosa Filho - 1948 a 1951
- Domingos Camerlingo Caló - 1952 a 1955
- José Maria Paschoalik - 1956 a 1958
- José del Ciel Filho - 1958
- José Maria Paschoalik - 1958 a 1959
- Antõnio Luiz Ferreira - 1960 a 1963
- Domingos Camerlingo Caló - 1964 a 1968
- Dr. João Milton César - 1968
- Domingos Camerlingo Caló - 1968 a 1969
- Dr. Lauro Migliari - 1969
- Mithuo Minami - 1969 a 1973
- Prof. Rubens Bortolocci - 1973 a 1977
- Aldo Matachana - 1977 a 1983
- Espiridião Cury - 1983 a 1988
- Dr. Clóvis Chiaradia - 1989 a 1992
- Claury Santos Alves da Silva - 1993 a 1996
- Toshio Missato - 1997 a 2000
- Claudemir Ozório Alves da Silva - 2001 a 2004
- Toshio Missato - / 2005 a 2008 / 2009 a 2012
- Belkis Gonçalves Santos Fernandes - 2013 a 2016 [59]
- Lucas Pocay Alves da Silva - 2017 a 2020 / Prefeito em exercício, reeleito em 2020

## Infraestrutura
No ano de 2000 Ourinhos tinha 26 536 domicílios entre apartamentos, casas, e cômodos. Desse total 18 308 eram imóveis próprios, sendo 14 311 próprios já quitados (53,93%), 3 997 em aquisição (15,06%), 4 989 alugados (18,80%); 3 158 imóveis foram cedidos, sendo 1 202 por empregador (4,53%) e 1 956 cedidos de outra maneira (7,37%). 81 foram ocupados de outra forma (0,31%). O município conta com água tratada, energia elétrica, esgoto, limpeza urbana, telefonia fixa e telefonia celular. Em 2000, 96,83% dos domicílios eram atendidos pela rede geral de abastecimento de água; 95,84% das moradias possuíam coleta de lixo e 94,19% das residências possuíam escoadouro sanitário.

### Saúde
Em 2005 o município possuía 63 estabelecimentos de saúde, sendo 42 deles privados e 21 públicos entre hospitais, pronto-socorros, postos de saúde e serviços odontológicos. Neles a cidade possui 357 leitos para internação, sendo todos privados. Na cidade existem três hospitais gerais, dois privados e um filantrópicos. Ourinhos conta ainda com 311 auxiliares de enfermagem, 187 cirurgiões dentistas, 168 clínicos gerais, 88 cirurgiões dentistas, 71 enfermeiros, e 1012 distribuídos em outras categorias, totalizando 1 837 profissionais de saúde. No ano de 2007 a taxa de natalidade foi de 13,11% e 6,76% é a taxa de bebês que nasceram abaixo do peso. 55,74% dos partos foram casarios e 6,81% foram de mães entre 10 e 18 anos.
Os serviços adstritos à Secretaria Municipal de Saúde são: a Central de Esterilização; o Dispensário Central de Medicamentos; o Dispensário de Medicamentos Excepcionais (Medicamnetos de Alto Custo); o Dispensário de Medicamentos de Saúde Mental e HIV/AIDS; a Farmácia Municipal de Manipulação; e a Descontaminação de Resíduos de Saúde. São os serviços hospitalares conveniados com o Sistema Único de Saúde (SUS) oferecidos no município: a Santa Casa de Misericórdia de Ourinhos e o Hospital de Saúde Mental de Ourinhos. A cidade conta também com quatro ambulâncias municipais, duas ambulâncias - UTI Móvel (privada), duas ambulâncias de transporte - simples (Santa Casa de Misericórdia/Hospital de Saúde Mental) e uma Unidade de Resgate do Corpo de Bombeiros da Polícia Militar do Estado de São Paulo.

### Educação
| Ensino pré-escolar | 2.614  | 150 | 34 |
| Ensino fundamental | 14 854 | 803 | 35 |
| Ensino médio       | 4347   | 326 | 18 |

Ourinhos conta com escolas em todas as regiões do município. Devido à intensa urbanização os poucos habitantes da zona rural têm fácil acesso a escolas em bairros urbanos próximos. A educação nas escolas estaduais tem um nível ligeiramente superior ao das escolas municipais, mas a prefeitura está criando estudos para tornar a educação pública municipal ainda melhor, de modo a conseguir melhores resultados no IDEB. O município em 2008 contava com aproximadamente 21.815 matrículas, 971 docentes e 87 escolas nas redes públicas e particulares.
A prefeitura, juntamente com sua Secretaria de Educação em parceria com diversas entidades públicas e privadas, promove várias atividades e programas para melhorar a qualidade do ensino, como o de Formação de Professores Alfabetizadores (PROFA/CENP); Pró Letramento em Matemática (MEC/UNDIME); Centro de Referência do Ensino Fundamental (CREF)/Universidade Estadual Paulista Júlio de Mesquita Filho (UNESP); Ler e Escrever (CENP); Programa Nacional de Educação Fiscal; Formação Continuada do Expoente (Sistema de Ensino Apostilado); Capacitação para Gestores Escolares à Distância – PROGESTÃO (UNDIME e CONSED, com cooperação da Fundação Roberto Marinho); Curso de Formação de Gestores e Educadores, Educação Inclusiva: direito à diversidade (MEC/SME de Ourinhos); Programa Educacional de Resistência às Drogas e à Violência (PROERD) em parceria com a Polícia Militar do Estado de São Paulo; Curso de Aperfeiçoamento: Atendimento Educacional Especializado em parceria com o MEC/Universidade Federal do Ceará (UFCe); Programa Escola de Gestores, Programa de Pós-graduação em Gestão Escolar, em parceria com o MEC/Universidade Federal de São Carlos (UFSCAR) e Capacitação em Robótica Educacional (LEGO Education). Hoje a educação de Ourinhos é considerada como destaque.

### Serviços e comunicações
O serviço de coleta de esgoto e de abastecimento de água de toda a cidade é feito pela Superintendência de Água e Esgoto de Ourinhos (Sae-Ourinhos). Grande parte da água consumida no município é oriunda do Rio Pardo e de pequenos reservatórios subterrâneos e mananciais. 100% da cidade é atendido pela rede de distribuição de energia elétrica, sendo que o abastecimento é feito pela Companhia Paulista de Força e Luz (CPFL), com sede em Campinas.
O sistema de telefones automáticos foi inaugurado na cidade em 1964 pela Companhia Telefônica de Ourinhos. Já o sistema de discagem direta à distância (DDD) foi implantado em 1978 pela Telecomunicações de São Paulo (TELESP) com o código de área (0143). Na década de 90 o código DDD da cidade foi alterado para (014), para padronização do sistema telefônico com a telefonia celular que estava sendo implantada em todo o estado.
O serviço telefônico móvel, por telefone celular, é oferecido por diversas operadoras. Existe ainda acesso 3G, oferecido ao município desde 2009. O código de área (DDD) de Ourinhos é 014 e o Código de Endereçamento Postal (CEP) da cidade vai de 19900-000 a 19919-999. No dia 1º de setembro de 2008 o município passou a ser servido pela portabilidade, juntamente com outras cidades de São Paulo (códigos 14 e 17), Espírito Santo (27), Minas Gerais (37), Paraná (43), Goiás (62), Mato Grosso do Sul (67) e Piauí (86). Ainda há serviços de internet discada, banda larga (ADSL), Internet Via Rádio e Fibra Óptica, sendo oferecidos por diversos provedores de acesso gratuitos e pagos.
O município também conta com jornais em circulação. São os principais o Jornal de Ourinhos, Jornal da Divisa e Jornal Diário de Ourinhos. Também existem rádios, sendo algumas delas a Rádio de Ourinhos, Divisa FM 93.3, Itaipu FM 92.5, a Rádio Clube de Ourinhos e Rádio Sentinela de Ourinhos.

### Transportes

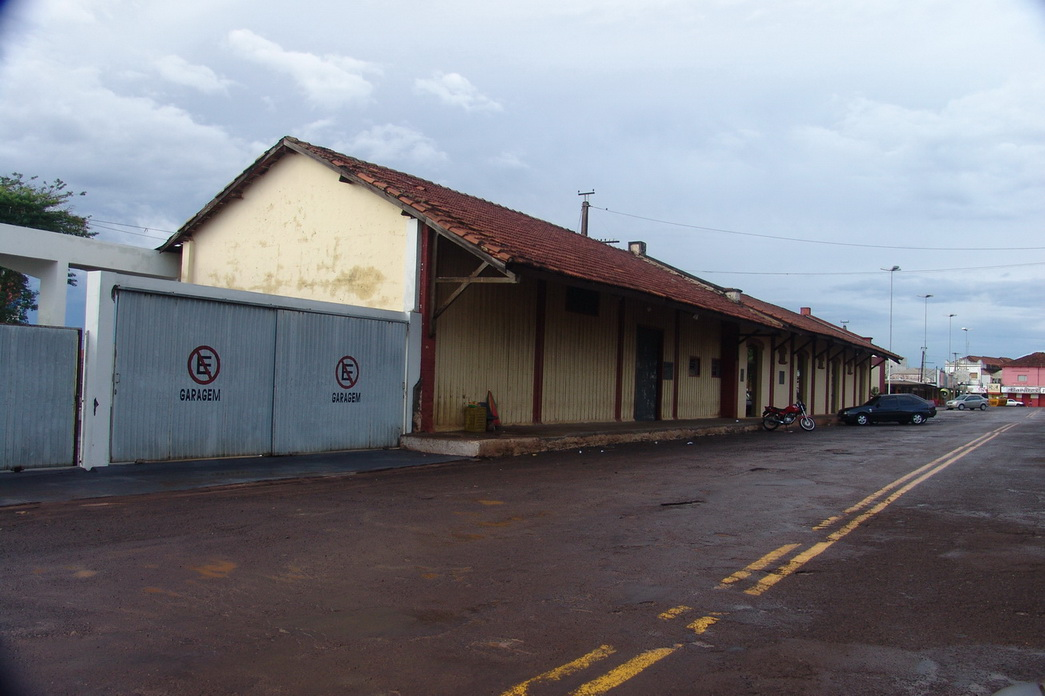
Estação ferroviária de Ourinhos, da Estrada de Ferro Sorocabana, desativada desde 1999.

Ourinhos é servida em seu território pela Linha Tronco da antiga Estrada de Ferro Sorocabana, atualmente estando concedida à Rumo Logística e possuindo a Estação Ferroviária de Ourinhos, que foi inaugurada no final do ano de 1908. Entretanto a ferrovia e a estação deixaram de receber trens de passageiros dia 16 de janeiro de 1999, permanecendo ativas apenas para passeios turísticos em uma locomotiva a vapor entre Rubião Júnior (distrito de Botucatu) e Presidente Epitácio. Ourinhos também possui um entroncamento ferroviário entre a linha da Sorocabana e o Ramal de Cianorte da antiga Companhia Ferroviária São Paulo-Paraná, também sob concessão da Rumo. Nessa última ferrovia, o transporte de passageiros cessou no ano de 1981, mantendo-se apenas o tráfego de trens cargueiros. O município é cortado pela Rodovia Raposo Tavares (SP-270), rodovia que liga São Paulo capital até a divisa com Mato Grosso do Sul; SP-278 - Rodovia Estadual Mello Peixoto - ligando Ourinhos a cidades próximas; SP-327 - Rodovia Orlando Quagliato - ligando a cidade a Santa Cruz do Rio Pardo; BR-153 - Rodovia Transbrasiliana - que liga o município a várias cidades do país (rodovia que começa em Aceguá, Rio Grande do Sul, e termina em Marabá, Pará). Além disso, tem acesso às rodovias de importância estadual e até nacional através de rodovias vicinais pavimentadas e com pista dupla. A cidade conta também com o Aeroporto Estadual de Ourinhos (IATA: OUS, ICAO: SDOU), que possui capacidade para cerca de 3000 passageiros.
A frota municipal no ano de 2018 era de 75.639 veículos, sendo 39.027 automóveis, 2.250 caminhões, 2.357 camionetas, 652 ônibus, 16.762 motocicletas , motonetas 5.351, 373 ônibus. Entre 2001 e 2010 foi registrado um crescimento de 78,5% no número de veículos, cujo desenvolvimento foi classificado como preocupante pela coordenadoria municipal de Trânsito de Transporte. As avenidas duplicadas e pavimentadas e diversos semáforos facilitam o trânsito da cidade, mas o crescimento no número de veículos nos últimos dez anos está gerando um tráfego cada vez mais lento de carros, principalmente na Sede do município. Além disso, tem se tornado difícil encontrar vagas para estacionar no centro comercial da cidade, o que vem gerando alguns prejuízos ao comércio.
Atualmente o transporte público de Ourinhos é feito pela Auto Viação Ourinhos Assis (Avoa), cuja empresa é a responsável pelo serviço desde o ano de 1978. Estão disponíveis 22 linhas urbanas, sendo que o valor da tarifa cobrada pela empresa é R$ 2,50, existindo também desconto para estudantes e pessoas entre 60 e 65 anos.

## Economia
O Produto Interno Bruto (PIB) de Ourinhos é o maior da Microrregião de Ourinhos e o 308º de todo o país. De acordo com dados do IBGE, relativos a 2011, o PIB do município era de R$ 1 760 987 mil. 102 147 mil eram de impostos sobre produtos líquidos de subsídios a preços correntes e o PIB per capita era de R$ 16 975,17.

Setor primário
| Produção de cana-de-açúcar, soja e milho (2007) | Produção de cana-de-açúcar, soja e milho (2007) | Produção de cana-de-açúcar, soja e milho (2007) |
| ----------------------------------------------- | ----------------------------------------------- | ----------------------------------------------- |
| Produto                                         | Área colhida (hectares)                         | Produção (tonelada)                             |
| Cana-de-açúcar                                  | 16 500                                          | 1 650 000                                       |
| Soja                                            | 3 000                                           | 9 600                                           |
| Milho                                           | 1 720                                           | 6 180                                           |

A agricultura é o setor menos relevante da economia de Ourinhos. De todo o PIB da cidade, 42 279 mil reais é o valor adicionado bruto da agropecuária. Segundo o IBGE, em 2008 o município possuía um rebanho de 3905 bovinos, 400 equinos, 1964 suínos, 113 caprinos, 383 bufalinos, sete asinos, 24 muares, 943 ovinos e 1 104 355 aves, dentre estas 479 669 galinhas e 624 686 galos, frangos e pintinhos. Em 2007 a cidade produziu 630 mil litros de leite de 1.086 vacas. Foram produzidos 9114 mil dúzias de ovos de galinha e 60 quilos de mel-de-abelha. Na lavoura temporária são produzidos principalmente a cana-de-açúcar (1.650.000 toneladas), a soja (9000 toneladas) e o milho (6180 toneladas). No ano de 2006 existiam 133 estabelecimentos agropecuários que somavam no total 5796 hectares.
Setor secundário
A indústria atualmente é o segundo setor mais relevante para a economia ourinhense. 340 980 reais do PIB municipal são do valor adicionado bruto da indústria (setor secundário). Grande parte da renda oriunda do setor secundário é original do distrito industrial de Ourinhos. Recentemente a prefeitura, juntamente com as secretarias do Desenvolvimento Urbano e do Desenvolvimento Econômico, fez reformas de infraestrutura no distrito industrial, que está localizado na Vila São Luiz. É composto em geral por micro, pequenas e médias empresas.
Setor terciário
1 206 435 mil reais do PIB municipal são do setor terciário, que em 2011 era a maior fonte geradora do PIB ourinhense. De acordo com o IBGE, a cidade possuía no ano de 2008 3.511 empresas e estabelecimentos comerciais e 41 703 trabalhadores, sendo 22 985 pessoal ocupado total e 18 718 ocupado assalariado. Salários juntamente com outras remunerações somavam 260.212 reais e o salário médio mensal de todo município era de 2,6 salários mínimos. Existem também 13 agências financeiras na cidade. Assim como no resto do país o maior período de vendas no município é o Natal.

## Cultura e lazer

### Artes e artesanato
Na área das artes cênicas da cidade, destacam-se diversas construções dedicadas à cultura municipal, como o Teatro Municipal Miguel Cury, o Museu Municipal Histórico e Pedagógico, o Núcleo de Arte Popular e o Ponto de Cultura 'Para Ler o Mundo', pertencente à Biblioteca Municipal Tristão de Athayde. Anualmente é realizada a Mostra Sérgio Nunes de Artes Cênicas, que propõe atividades em que a literatura e o teatro se complementem. Foi realizado por 12 anos, de 1991 a 2003, mas a proposta do evento foi retomada em 2009.
O artesanato é uma das formas mais espontâneas da expressão cultural ourinhense. Em várias partes do município, é possível encontrar uma produção artesanal diferenciada, feita com matérias-primas regionais e criada de acordo com a cultura e o modo de vida local. Esta diversidade torna o artesanato ourinhense rico e criativo. A Superintendência do Trabalho Artesanal nas Comunidades (SUTACO) reúne diversos artesãos da região, disponibilizando espaço para confecção, exposição e venda dos produtos artesanais. São produzidos especialmente colchas e caminhos de mesa de crochê, flores produzidas com folha de milho seca, peças produzidas com teares, dentre outras. Normalmente essas peças são vendidas em feiras, exposições ou lojas de artesanato.

### Eventos
Para estimular o desenvolvimento socioeconômico local, a prefeitura de Ourinhos, juntamente ou não com empresas locais, investe no segmento de festas e eventos. Essas festas, muitas vezes atraem pessoas de outras cidades, exigindo uma melhor infraestrutura no município e estimulando a profissionalização do setor, o que é benéfico não só aos turistas, mas também a toda população da cidade. As atividades ocorrem durante o ano inteiro.
A Feira Agropecuária e Industrial de Ourinhos é um dos principais eventos que ocorrem no município. Realizada desde o ano de 1967 entre os meses de maio ou junho atrai visitantes da região. Também é conhecida por ser uma das maiores feiras do país, com entrada franca. Atualmente sedia-se no Recinto Olavo Ferreira de Sá. Em anos mais recentes, cada feira recebeu uma média de 260 expositores da área do comércio e indústria e 350 da pecuária, sendo que este último conta com a participação de mais de 1600 animais. Nos onze dias de programação, os shows artísticos, que podem ser assistidos gratuitamente, atraem milhares de pessoas ao parque.
Outro importante evento é o festival de música que ocorre anualmente na cidade durante o mês de julho e já é consagrado por contar com a participação de músicos de todo o país, alavancando o nome da cidade em âmbito nacional e internacional também. O evento se dá em caráter de oficinas, que ministradas por músicos de renome, contribuem para o desenvolvimento da cultura na cidade, músicos como Toninho Horta, Nélson Ayres, entre outros, já participaram do evento como músicos convidados ou professores das respectivas oficinas.

### Esportes
Assim como na maioria das cidades do país o esporte mais conhecido e praticado no município é o futebol. O esporte é praticado na cidade desde 1908, no início da construção da pequena estação ferroviária em terras de dona Escolástica, quando os trabalhadores, em suas horas de folga, praticavam ou jogavam partidas de futebol na área que hoje é conhecida como Praça Melo Peixoto. No dia 5 de junho de 1919 um grupo de moradores fundou o Clube Atlético Ourinhense. No dia 27 de junho de 1920 a classe dos trabalhadores fundou o já extinto Esporte Clube Operário. Com a instalação da Prefeitura, os seus funcionários também fundaram outro clube de futebol, o Municipal A.C. Outro clube também surgiu na década de 1920, o Aurora F.C., com seu campo localizado em meio aos cafezais da então fazenda dos Sá. Em 1932 o Aurora deixou de existir e o seu campo seria adquirido pelo Operário que também mantinha já nessa época um centro recreativo.
Ourinhos também se destaca nacionalmente no basquete feminino, tendo uma das melhores equipes do mundo. O início deu-se em 1995, com apoio da prefeitura municipal. Posteriormente, o time recebeu incentivo e patrocínio de empresas privadas locais e de outros colaboradores. De 1995 até agosto de 2009, o time sagrou-se pentacampeão nacional (2004, 2005, 2006, 2007 e 2008), hexacampeão paulista (2000, 2002, 2004, 2005, 2006 e 2007) e campeão sul-americano de clubes (2008) na modalidade, dentre outros títulos. O município é conhecido como "A Capital Nacional do Basquete Feminino" e base da seleção de basquete.

### Feriados
Em Ourinhos há dois feriados municipais, oito feriados nacionais e três pontos facultativos. Os feriados municipais são: o dia do padroeiro Senhor Bom Jesus, em 6 de agosto; e o dia do aniversário da cidade, em 13 de dezembro. De acordo com a lei federal nº 9.093 de 12 de setembro de 1995, os municípios podem ter no máximo quatro feriados municipais, já incluída a Sexta-Feira Santa.